# Singly
Pour les articles homonymes, voir Saint-Louis.
Singly est une commune française, située dans le département des Ardennes en région Grand Est.

## Géographie
| Villers-sur-le-Mont | Balaives-et-Butz | Élan               |
|                     | Singly           |                    |
| La Horgne           |                  | Villers-le-Tilleul |

La commune possède un fragment de son territoire enclavé entre les communes de Balaives-et-Butz et Élan.La répartition des communes en intercommunalités fait que la communauté de communes des crêtes préardennaises possède une enclave dans la communauté d'agglomération Charleville-Mézières-Sedan, en contradiction avec la notion d'intercommunalités « d'un seul tenant et sans enclave ».

### Hydrographie
La commune est dans le bassin versant de la Meuse au sein du bassin Rhin-Meuse. Elle est drainée par le ruisseau de Bairon et le ruisseau des Petits Bairons,.
Le ruisseau de Bairon, d'une longueur de 25 km, prend sa source dans la commune de La Horgne et se jette  dans la Bar à Tannay, après avoir traversé neuf communes. 

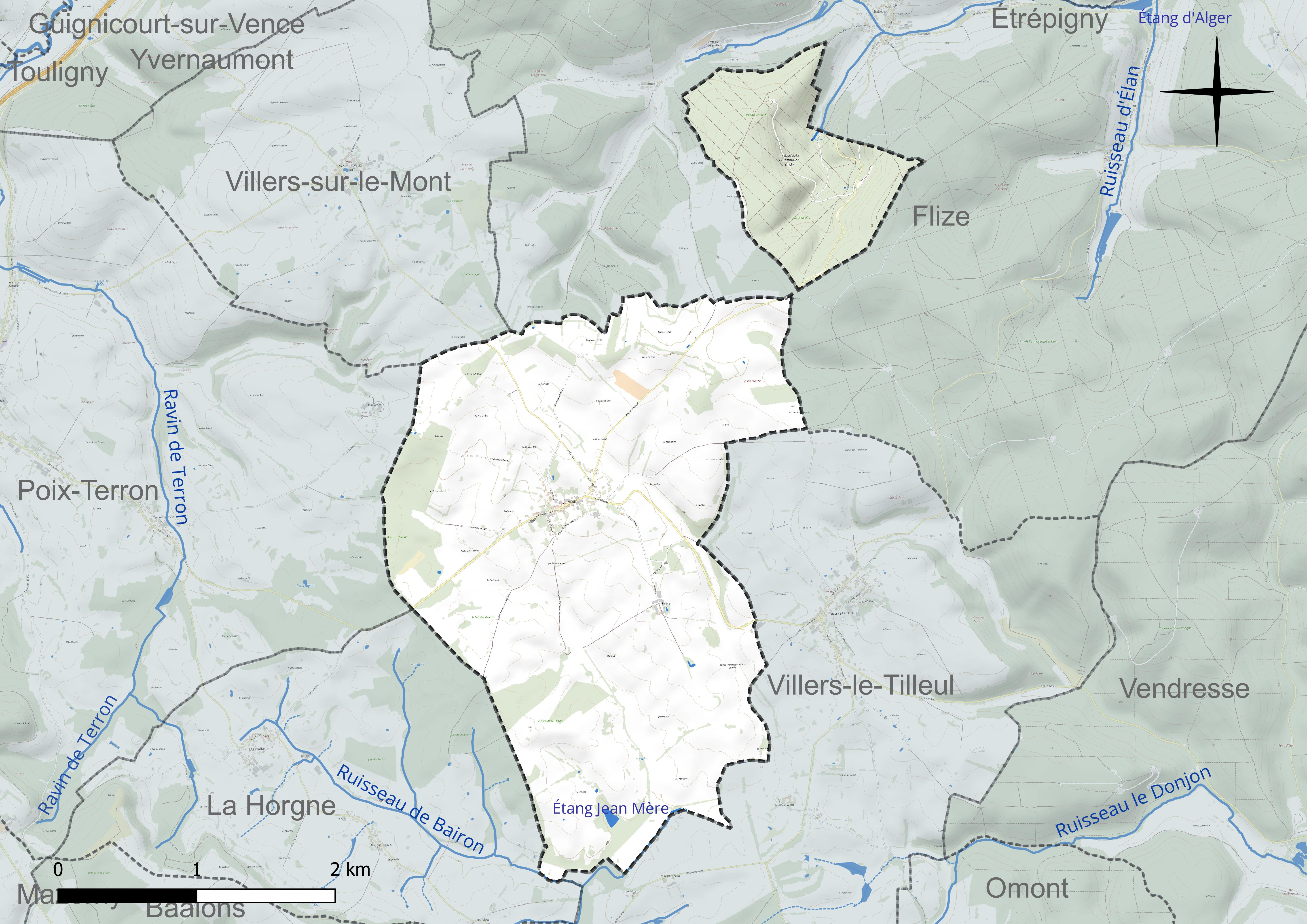
Réseau hydrographique de Singly.

Un plan d'eau complète le réseau hydrographique : l'étang Jean Mère (0,8 ha),.

### Climat
Pour des articles plus généraux, voir Climat du Grand Est et Climat des Ardennes.
En 2010, le climat de la commune est de type climat de montagne, selon une étude du Centre national de la recherche scientifique s'appuyant sur une série de données couvrant la période 1971-2000. En 2020, Météo-France publie une typologie des climats de la France métropolitaine dans laquelle la commune est exposée à un climat océanique altéré et est dans une zone de transition entre les régions climatiques « Nord-est du bassin Parisien » et « Lorraine, plateau de Langres, Morvan ». 
Pour la période 1971-2000, la température annuelle moyenne est de 9,6 °C, avec une amplitude thermique annuelle de 15,7 °C. Le cumul annuel moyen de précipitations est de 1 016 mm, avec 13,6 jours de précipitations en janvier et 9,9 jours en juillet. Pour la période 1991-2020, la température moyenne annuelle observée sur la station météorologique de Météo-France la plus proche, « Launois-sur-Vence_sapc », sur la commune de Launois-sur-Vence à 12 km à vol d'oiseau, est de 10,5 °C et le cumul annuel moyen de précipitations est de 889,5 mm. 
La température maximale relevée sur cette station est de 39,4 °C, atteinte le 25 juillet 2019 ; la température minimale est de −12,8 °C, atteinte le 7 février 2012,,. 
Les paramètres climatiques de la commune ont été estimés pour le milieu du siècle (2041-2070) selon différents scénarios d'émission de gaz à effet de serre à partir des nouvelles projections climatiques de référence DRIAS-2020. Ils sont consultables sur un site dédié publié par Météo-France en novembre 2022.

## Urbanisme

### Typologie
Au 1er janvier 2024, Singly est catégorisée commune rurale à habitat dispersé, selon la nouvelle grille communale de densité à 7 niveaux définie par l'Insee en 2022.
Elle est située hors unité urbaine. Par ailleurs la commune fait partie de l'aire d'attraction de Charleville-Mézières, dont elle est une commune de la couronne,. Cette aire, qui regroupe 132 communes, est catégorisée dans les aires de 50 000 à moins de 200 000 habitants,.

### Occupation des sols
L'occupation des sols de la commune, telle qu'elle ressort de la base de données européenne d’occupation biophysique des sols Corine Land Cover (CLC), est marquée par l'importance des territoires agricoles (77,2 % en 2018), une proportion identique à celle de 1990 (77,2 %). La répartition détaillée en 2018 est la suivante : 
prairies (51,5 %), terres arables (25,7 %), forêts (20,3 %), zones urbanisées (2,5 %). L'évolution de l’occupation des sols de la commune et de ses infrastructures peut être observée sur les différentes représentations cartographiques du territoire : la carte de Cassini (XVIIIe siècle), la carte d'état-major (1820-1866) et les cartes ou photos aériennes de l'IGN pour la période actuelle (1950 à aujourd'hui).

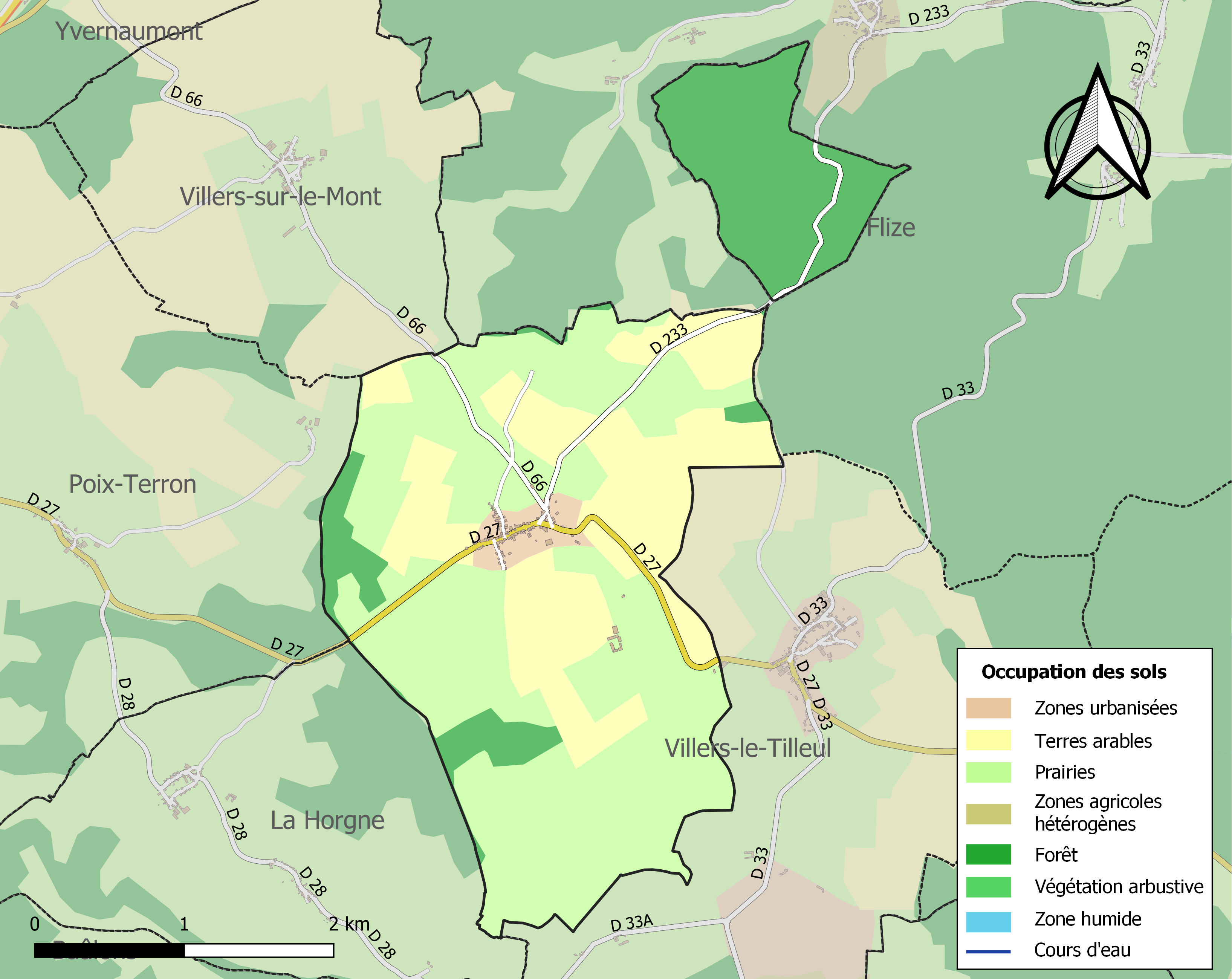
Carte des infrastructures et de l'occupation des sols de la commune en 2018 (CLC).

## Histoire
Lors de la bataille de France, le soir du 14 mai 1940, les Français du III/329e régiment d'infanterie et du I/329e RI se replient de Villers-le-Tilleul vers Singly, alors qu'un détachement du I/329e RI est chargé de retarder les Allemands de la Kampfgruppe Krüger (commandée par Walter Krüger, c'est un groupement tactique de la 1. Panzer-Division de Friedrich Kirchner) qui les poursuit. Alors que les deux bataillons marquent une pause dans Singly, la Kampfgruppe arrive et capture facilement ainsi le IIIe bataillon dans le parc du château et environ la moitié du Ier bataillon, le reste se repliant vers Poix-Terron.

## Toponymie
Singleio en 1228, Singli en 1258, de Singleyo en 1312.[réf. nécessaire]
La commune a aussi été désignée informellement sous le nom de Saint-Louis.

## Politique et administration
| Période                                  | Période                      | Identité                                       | Étiquette | Qualité |
| ---------------------------------------- | ---------------------------- | ---------------------------------------------- | --------- | ------- |
|                                          | mars 1995                    | Denis Perotin                                  | DVD       |         |
| mars 1995                                | En cours (au 3 juillet 2020) | Jean-Luc Petre, Réélu pour le mandat 2020-2026 |           |         |
| Les données manquantes sont à compléter. |                              |                                                |           |         |

## Démographie
L'évolution du nombre d'habitants est connue à travers les recensements de la population effectués dans la commune depuis 1793. Pour les communes de moins de 10 000 habitants, une enquête de recensement portant sur toute la population est réalisée tous les cinq ans, les populations de référence des années intermédiaires étant quant à elles estimées par interpolation ou extrapolation. Pour la commune, le premier recensement exhaustif entrant dans le cadre du nouveau dispositif a été réalisé en 2008.

En 2022, la commune comptait 137 habitants, en évolution de +1,48 % par rapport à 2016 (Ardennes : −2,97 %, France hors Mayotte : +2,11 %).
| 1793 | 1800 | 1806 | 1821 | 1831 | 1836 | 1841 | 1846 | 1851 |
| ---- | ---- | ---- | ---- | ---- | ---- | ---- | ---- | ---- |
| 207  | 205  | 233  | 229  | 294  | 309  | 305  | 317  | 310  |

| 1866 | 1872 | 1876 | 1881 | 1886 | 1891 | 1896 | 1901 | 1906 |
| ---- | ---- | ---- | ---- | ---- | ---- | ---- | ---- | ---- |
| 280  | 255  | 255  | 236  | 224  | 208  | 215  | 207  | 199  |

| 1911 | 1921 | 1926 | 1931 | 1936 | 1946 | 1954 | 1962 | 1968 |
| ---- | ---- | ---- | ---- | ---- | ---- | ---- | ---- | ---- |
| 175  | 167  | 158  | 149  | 153  | 124  | 121  | 121  | 123  |

| 1975 | 1982 | 1990 | 1999 | 2006 | 2008 | 2013 | 2018 | 2022 |
| ---- | ---- | ---- | ---- | ---- | ---- | ---- | ---- | ---- |
| 113  | 136  | 154  | 138  | 127  | 124  | 133  | 135  | 137  |

## Culture locale et patrimoine

### Lieux et monuments
- Église Saint-Martin de Singly.

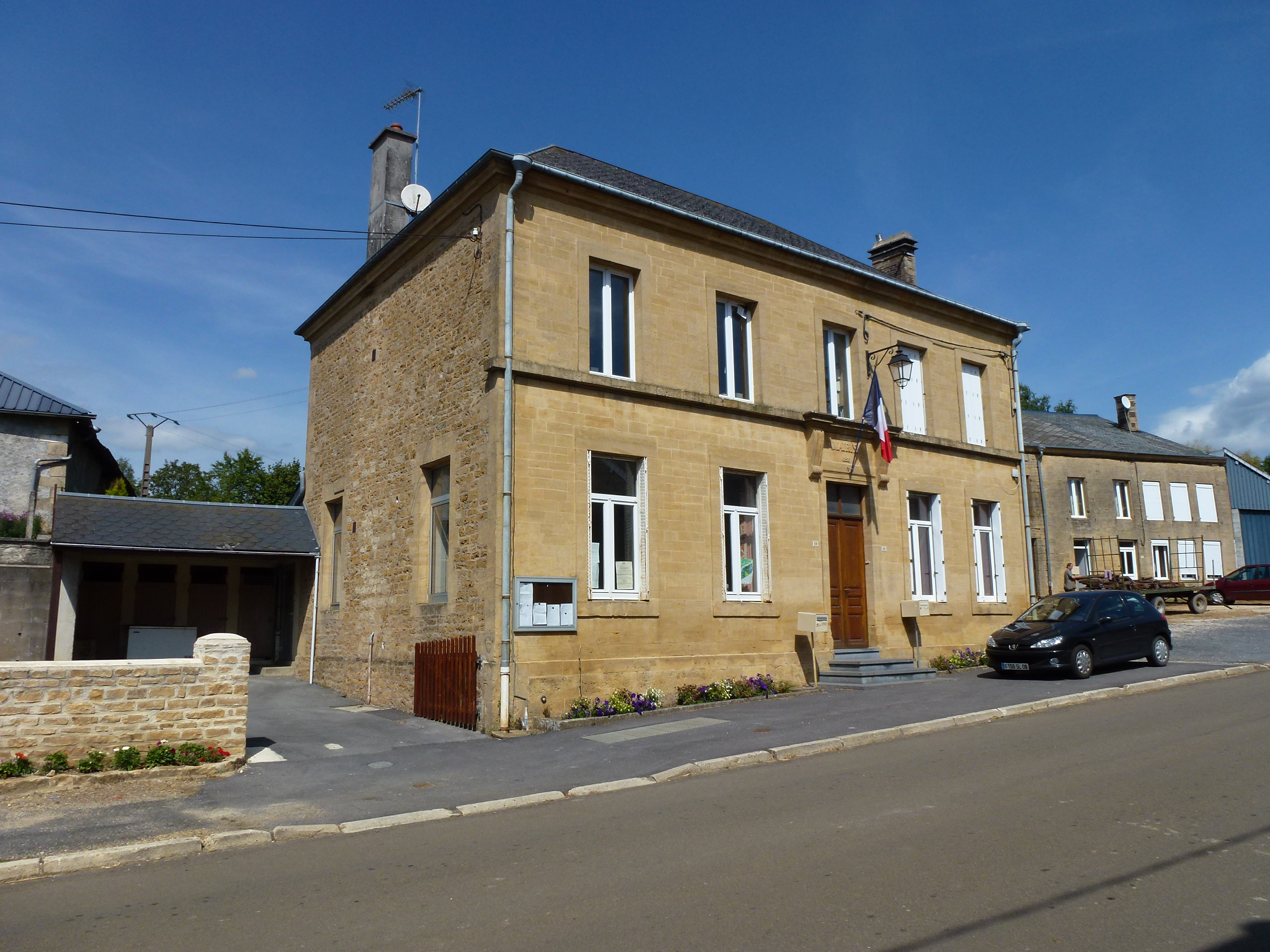
Mairie.
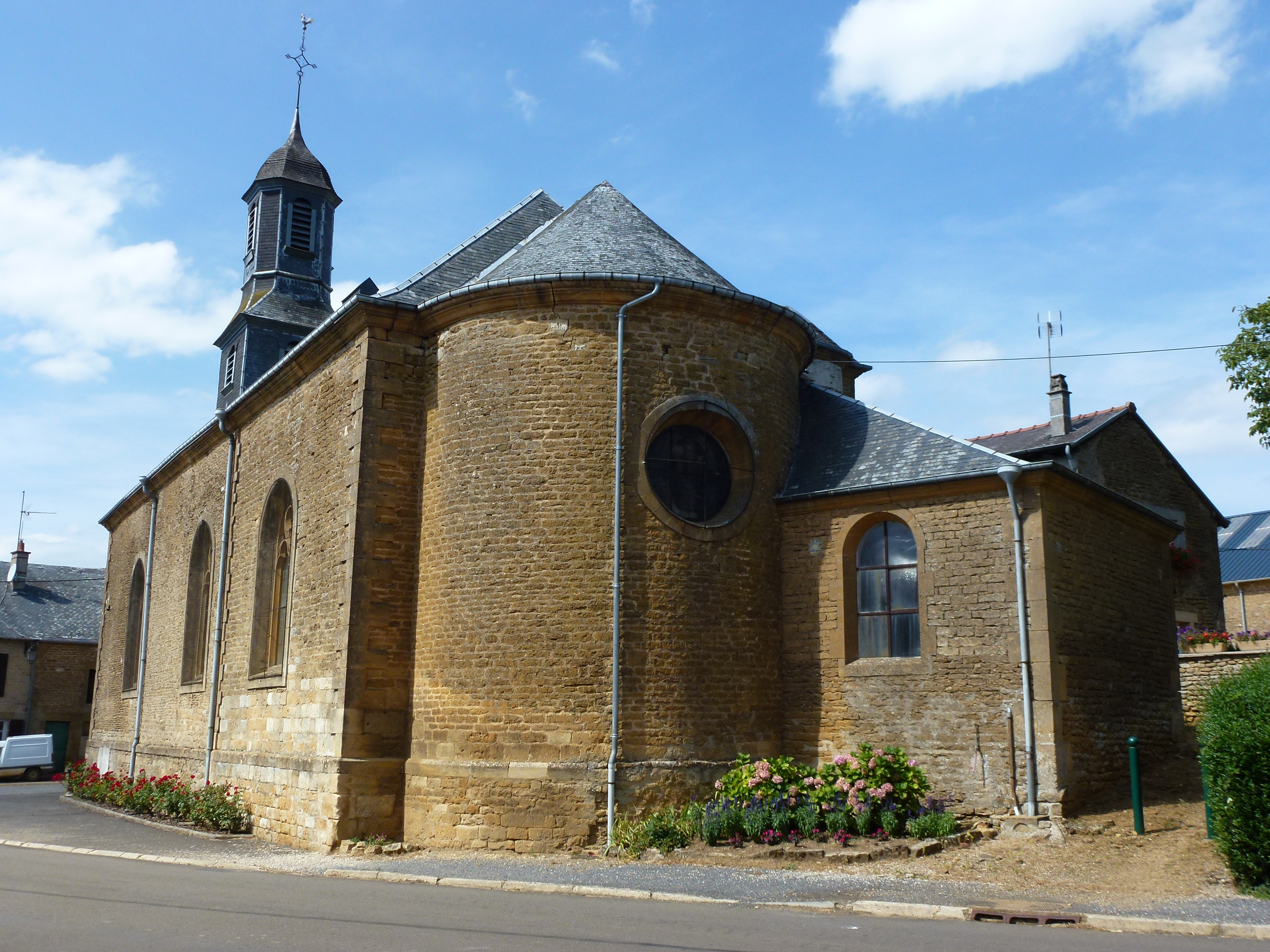
Église.
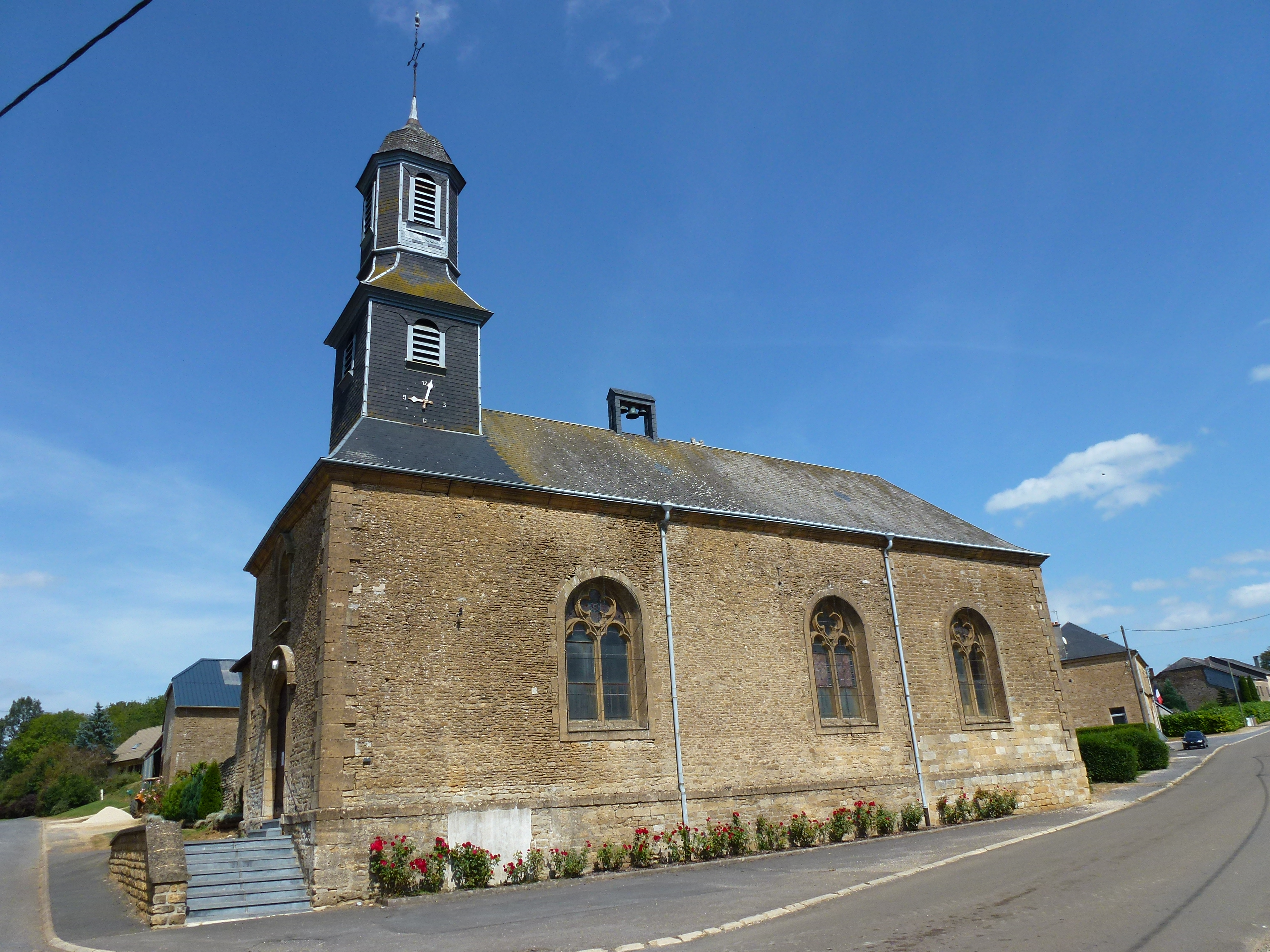
Église.

### Personnalités liées à la commune
- Jean-François Clouet (1757-1801), chimiste et métallurgiste, y naquit et y établit une faïencerie qu'il dirigea jusqu’en 1783.

### Héraldique
| Armes de Singly | Les armes de Singly se blasonnent ainsi : De gueules au chevron d’or accompagné en chef de deux demi-vols affrontés d’argent et en pointe d’une étoile du même. |